# Álbuns número um na Billboard 200 em 1957
A seguir apresenta-se a lista dos álbuns que alcançaram a primeira posição da Billboard 200 no ano de 1957. Esses dados são compilados e publicados pela revista Billboard, com base nas vendas físicas dos álbuns a cada semana nos Estados Unidos. Em 1957, sete álbuns lideraram a tabela em suas cinquenta e três edições. No entanto, os álbuns Elvis do cantor de música rock Elvis Presley, Calypso de Harry Belafonte, e My Fair Lady, Gravação do Elenco da Broadway do musical de mesmo nome, iniciaram as suas corridas no ano anterior e foram, portanto, excluídos. Contudo, My Fair Lady foi o álbum mais comercializado do ano.
O ano abriu com Love Is the Thing de Nat King Cole a 27 de Maio, e terminou com Elvis' Christmas Album de Elvis Presley a 20 de Janeiro de 1958. Somente um artista conseguiu o seu primeiro trabalho no número um: Nat King Cole. Os álbuns que por mais tempo ocuparam a primeira posição foram Loving You, da banda sonora cantada por Elvis Presley do filme de mesmo nome, e a banda sonora do filme A Volta ao Mundo em 80 Dias, tendo permanecido no posto por dez semanas. Outro álbum que ocupou o lugar por longo tempo foi Love Is the Thing de Nat King Cole, que permaneceu por oito semanas consecutivas. O álbum que por menos tempo ocupou o número um da Billboard 200 neste ano foi Elvis' Christmas Album de Elvis Presley, que permaneceu por cinco semanas, duas das quais foram em 1958. Presley foi o artista que por mais tempo esteve no número um, totalizando quinze semanas, duas das quais foram no ano seguinte.
Elvis Presley conseguiu o seu terceiro álbum de estúdio consecutivo de estreia a alcançar o primeiro lugar da tabela, sendo os auto-intitulados Elvis Presley (1956) e Elvis (1956) os dois primeiros a conseguirem tal feito, respectivamente. Neste ano, dois álbuns de banda sonora atingiram o topo da tabela: Around The World In 80 Days e Loving You. Excepcionalmente, em 1957 foram publicadas cinquenta e três edições pela revista Billboard.

## Histórico
| Data            | Álbum                       | Artista(s)                    |
| --------------- | --------------------------- | ----------------------------- |
| 5 de Janeiro    | Elvis                       | Elvis Presley                 |
| 12 de Janeiro   | Calypso                     | Harry Belafonte               |
| 19 de Janeiro   | Calypso                     | Harry Belafonte               |
| 26 de Janeiro   | Calypso                     | Harry Belafonte               |
| 2 de Fevereiro  | Calypso                     | Harry Belafonte               |
| 9 de Fevereiro  | Calypso                     | Harry Belafonte               |
| 16 de Fevereiro | Calypso                     | Harry Belafonte               |
| 23 de Fevereiro | Calypso                     | Harry Belafonte               |
| 2 de Março      | Calypso                     | Harry Belafonte               |
| 9 de Março      | Calypso                     | Harry Belafonte               |
| 16 de Março     | Calypso                     | Harry Belafonte               |
| 23 de Março     | Calypso                     | Harry Belafonte               |
| 30 de Março     | Calypso                     | Harry Belafonte               |
| 6 de Abril      | Calypso                     | Harry Belafonte               |
| 13 de Abril     | Calypso                     | Harry Belafonte               |
| 20 de Abril     | Calypso                     | Harry Belafonte               |
| 27 de Abril     | Calypso                     | Harry Belafonte               |
| 29 de Abril     | Calypso                     | Harry Belafonte               |
| 6 de Maio       | Calypso                     | Harry Belafonte               |
| 13 de Maio      | Calypso                     | Harry Belafonte               |
| 20 de Maio      | Calypso                     | Harry Belafonte               |
| 27 de Maio      | Love Is the Thing           | Nat King Cole                 |
| 3 de Junho      | Love Is the Thing           | Nat King Cole                 |
| 10 de Junho     | Love Is the Thing           | Nat King Cole                 |
| 17 de Junho     | Love Is the Thing           | Nat King Cole                 |
| 24 de Junho     | Love Is the Thing           | Nat King Cole                 |
| 1 de Julho      | Love Is the Thing           | Nat King Cole                 |
| 8 de Julho      | Love Is the Thing           | Nat King Cole                 |
| 15 de Julho     | Love Is the Thing           | Nat King Cole                 |
| 22 de Julho     | Around The World In 80 Days | Vários                        |
| 29 de Julho     | Loving You                  | Elvis Presley                 |
| 5 de Agosto     | Loving You                  | Elvis Presley                 |
| 12 de Agosto    | Loving You                  | Elvis Presley                 |
| 19 de Agosto    | Loving You                  | Elvis Presley                 |
| 26 de Agosto    | Loving You                  | Elvis Presley                 |
| 2 de Setembro   | Loving You                  | Elvis Presley                 |
| 9 de Setembro   | Loving You                  | Elvis Presley                 |
| 16 de Setembro  | Loving You                  | Elvis Presley                 |
| 12 de Setembro  | Loving You                  | Elvis Presley                 |
| 30 de Setembro  | Loving You                  | Elvis Presley                 |
| 7 de Outubro    | Around The World In 80 Days | Vários                        |
| 14 de Outubro   | Around The World In 80 Days | Vários                        |
| 21 de Outubro   | Around The World In 80 Days | Vários                        |
| 28 de Outubro   | Around The World In 80 Days | Vários                        |
| 4 de Novembro   | Around The World In 80 Days | Vários                        |
| 11 de Novembro  | Around The World In 80 Days | Vários                        |
| 18 de Novembro  | My Fair Lady                | Gravação Original da Broadway |
| 25 de Novembro  | Around The World In 80 Days | Vários                        |
| 2 de Dezembro   | Around The World In 80 Days | Vários                        |
| 9 de Dezembro   | Around The World In 80 Days | Vários                        |
| 16 de Dezembro  | Elvis' Christmas Album      | Elvis Presley                 |
| 23 de Dezembro  | Elvis' Christmas Album      | Elvis Presley                 |
| 30 de Dezembro  | Merry Christmas             | Bing Crosby                   |